# Ptiloglossa
Ptiloglossa is een geslacht van vliesvleugelige insecten uit de familie Colletidae.

## Soorten
- P. absurdipes Friese, 1908
- P. aculeata Friese, 1904
- P. aenigmatica Moure, 1945
- P. amita Moure, 1987
- P. arizonensis Timberlake, 1946
- P. buchwaldi Friese, 1908
- P. concinna Moure, 1987
- P. costaricana Moure, 1945
- P. cyaniventris Friese, 1925
- P. decipiens Moure, 1987
- P. decora Moure, 1945
- P. dubia Moure, 1945
- P. ducalis Smith, 1853
- P. eburnea Friese, 1904
- P. eximia (Smith, 1861)
- P. fassli Friese, 1925
- P. fulvonigra Moure, 1987
- P. fulvopilosa (Cameron, 1903)
- P. generosa (Smith, 1879)
- P. giacomelli Schrottky, 1914
- P. goffergei Moure, 1953
- P. guinnae Roberts, 1971
- P. hemileuca Moure, 1944
- P. hondurasica Cockerell, 1949
- P. hoplopoda Moure, 1987
- P. immixta Moure, 1945
- P. jonesi Timberlake, 1946
- P. lanosa Moure, 1945
- P. latecalcarata Moure, 1945
- P. lucernarum Cockerell, 1923
- P. magrettii (Friese, 1899)
- P. matutina (Schrottky, 1904)
- P. mayarum Cockerell, 1912
- P. mexicana (Cresson, 1878)

- P. olivacea (Friese, 1898)
- P. ollantayi Cockerell, 1911
- P. pallida Friese, 1925
- P. pallipes Friese, 1908
- P. pretiosa (Friese, 1898)
- P. psednozona Moure, 1947
- P. rugata Moure, 1945
- P. stafuzzai Moure, 1945
- P. steinheili Friese, 1899
- P. styphlaspis Moure, 1945
- P. tarsata (Friese, 1900)
- P. tenuimarginata (Smith, 1879)
- P. thoracica (Fox, 1895)
- P. tomentosa (Friese, 1898)
- P. torquata Moure, 1987
- P. trichrootricha Moure, 1987
- P. virgili (Friese, 1900)
- P. wilmattae Cockerell, 1949
- P. willinki Moure, 1953
- P. xanthorhina Moure, 1945
- P. xanthotricha Moure, 1945